# Coexister (film)
Pour les articles homonymes, voir Coexister.
Pour plus de détails, voir Fiche technique et Distribution.
Coexister (également typographié CoeXister) est un film français réalisé par Fabrice Éboué, sorti en 2017.
Le film met en scène Nicolas Lejeune qui est un producteur de musique dont la carrière et la vie de famille battent de l'aile. Sophie Demanche, qui dirige l'immense groupe dont fait partie son petit label, lui lance comme défi de remplir l'Olympia avec un nouveau projet dans six mois. Au pied du mur, Nicolas et son assistante Sabrina vont mettre sur pied un groupe de musique censé être œcuménique, composé d'un curé, d'un rabbin et d'un imam pour chanter la diversité et le vivre-ensemble. Les membres du groupe vont cependant rencontrer quelques difficultés à s'accorder.

## Synopsis
À Paris, Nicolas Lejeune est un producteur de musique dont le label a été racheté par le groupe Demanche. En parallèle, sa vie privée n'est très joyeuse depuis que sa femme a décidé de faire une pause dans leur vie de couple en partant avec leur fille après avoir appris que Nicolas l'avait trompée. En arrivant à son studio, Sabrina, son assistante qui lui raconte fréquemment ses coucheries, lui rappelle qu'il devait assister à une réunion du groupe. Sophie Demanche, qui a repris l'affaire familiale, renvoie les chefs des départements dont les statistiques sont déficitaires. Nicolas arrive en retard et se fait remarquer pour ses piètres résultats, mais il affirme qu'il peut produire un artiste capable de faire un carton et de remplir l'Olympia dans les six mois. Sophie lui demande alors de créer ce projet et qu'il sera viré s'il n'y parvient pas.
Avec l'aide de Sabrina, Nicolas commence à écouter les bandes démos de divers artistes mais elles sont toutes plus mauvaises les unes que les autres. De retour dans son immeuble, Nicolas demande à ses voisins, qui fêtent leur emménagement, de faire moins de bruit mais il participe finalement à la fête costumée. Le lendemain, il apprend que le seul musicien qu'il avait retenu s'est suicidé. Déprimé, Nicolas regarde les photos et vidéos de la fête. En voyant les déguisements des différentes religions que les convives portaient, Nicolas a une idée : créer un groupe nommé « CoExister » et composé d'un rabbin, d'un prêtre et d'un imam.
Sabrina lui explique qu'elle se souvient d'un rabbin, Samuel, dont elle avait entendu parler dans son ancienne boîte de production. Nicolas et son assistante se rendent chez lui et découvrent que Samuel est un dépressif accro à un spray contenant du sel de la Mer Morte. Il leur explique que son ancien groupe, « Les Magic Rabbins », cartonnait dans sa communauté mais qu'il coupa involontairement le pénis d'un nouveau-né lors d'une circoncision et que depuis, il n'arrive pas à tourner la page et ne se sent donc pas prêt à chanter à nouveau au sein d'un groupe. Le second membre que Sabrina repère est le Père Benoît dont la voix enchante ses paroissiens, mais il refuse aussi car il s'est mis au service de Dieu et non de l'argent. Quant à l'imam, Nicolas n'arrive pas à en trouver un convaincant, mais lors d'un trajet en voiture, sa fille lance la démo d'un chanteur à la voix intéressante prénommé Moncef. Lui aussi refuse et Nicolas est à nouveau au fond du trou. Par un heureux concours de circonstances, les 3 candidats acceptent finalement de former le groupe.
Nicolas explique à Moncef (musulman non-pratiquant de surcroît) qu'il doit faire semblant d'être un imam aux yeux des autres membres, ce qu'il accepte. Le groupe débute mal à cause des problèmes personnels de chacun des membres ou du franc-parler de Moncef lors des interviews. Désespéré, Nicolas tente même de monter une vidéo truquée sans succès et décide de tout arrêter. La supercherie à propos de Moncef est découverte mais en accord avec Samuel et Benoît, les membres décident de remonter le groupe. Nicolas accepte de les suivre et, fort de ce renouveau, le groupe connaît un envol fulgurant.
Cet ascension leur permet de décrocher leur premier concert dans une grande salle mais au moment de monter sur scène, Samuel refuse de venir. Nicolas se rend dans sa loge et découvre le rabbin en larmes car son repas (des saucisses) lui rappelle la circoncision qu'il a ratée. Sabrina préconise alors à Nicolas de lui mettre discrètement de la cocaïne dans son spray. Grâce à ce remède, le concert a lieu et le groupe repart pour une nouvelle ville. À l'hôtel, Moncef tente de partir en boîte de nuit mais Nicolas le rattrape et le ramène dans sa chambre en lui expliquant qu'étant une star, ses sorties ne doivent pas être connues. Pour éviter tout risque de scandale, Nicolas échange sa clé avec la sienne pour que quiconque ne faisant pas partie de l'équipe pense que prostituée, drogue ou alcool lui sont destinés. Sabrina, de son côté, se confie à Benoît sur ses relations sans lendemain et le prêtre lui préconise l'abstinence pendant la tournée.
De ville en ville, le succès grandit et à la joie de Nicolas, leur dernier concert aura lieu à l'Olympia. L'équipe se détend avant la soirée et Sabrina révèle aux membres que la femme de Nicolas a décidé de lui pardonner et de venir le voir dans sa chambre en secret pour lui annoncer. Sabrina vient ensuite remercier Benoît pour son conseil mais le prêtre, qui est tombé amoureux d'elle, se jette sur elle et finissent par coucher ensemble. La femme de Nicolas arrive au même moment dans la chambre de son mari mais, ne sachant rien du stratagème qu'il a mis en place avec Moncef, croit qu'il couche avec une autre femme et part en pleurant. Le lendemain matin, Benoît est introuvable et la réceptionniste explique à l'équipe qu'il a pris un taxi pour une destination inconnue. Ayant appris le quiproquo avec sa femme et pensant que le concert n'aura pas lieu, Nicolas révèle à Samuel ce qu'il a mis dans son spray. Après des excuses, l'équipe retrouve Benoît dans un lieu proche de son église mais le prêtre, qui a brisé son vœu de chasteté, refuse de revenir. Finalement, les deux autres membres lui remontent le moral et le concert a bien lieu.
Lors de la soirée, Sophie Demanche vient féliciter Nicolas mais ce dernier préfère donner les clés de son label à Sabrina et remonter une nouvelle affaire. Quelques mois plus tard, Nicolas et sa femme se sont remis ensemble et ont invité les membres du groupe pour fêter la naissance de leur fils. Benoît a quitté les ordres pour se mettre en couple avec Sabrina, Moncef s'abtient et étudie le Coran et Samuel a tourné la page de sa circoncision ratée. Samuel fait semblant d'en faire une sur le bébé mais Moncef le pousse sans le vouloir et le bébé a le pénis tranché.

## Fiche technique
- Titre : Coexister, également typographié CoeXister[1]
- Réalisation et scénario : Fabrice Éboué
- Musique : Guillaume Roussel
  - Chansons : Sylvain Obriot (musique et paroles)
- Photographie : Philippe Guilbert
- Montage : Alice Plantin
- Ingénieur du son : Antoine Deflandre
- Mixage son : François-Joseph Hors
- Décors : Pierre Quefféléan
- Costume : Mimi Lempicka
- Montage : Alice Plantin
- Production : Édouard de Vésinne et Fabrice Éboué
- Société de production : EuropaCorp, en coproduction avec France 2 Cinéma et Chez Félix
- Société de distribution : EuropaCorp Distribution (France)
- Soutiens à la production : Canal+, France Télévisions, OCS, C8
- Pays de production :  France
- Langue originale : français
- Format : couleur
- Genre : comédie
- Durée : 99 minutes
- Dates de sortie :
  - France : 11 octobre 2017

## Distribution
- Ramzy Bedia : Moncef, l'imam
- Fabrice Éboué : Nicolas Lejeune
- Guillaume de Tonquédec : Benoît, le curé
- Audrey Lamy : Sabrina
- Jonathan Cohen : Samuel, le rabbin
- Mathilde Seigner : Sophie Demanche
- Amelle Chahbi : Alexia Lejeune
- Bérénice Achille : Lou Lejeune
- Vincent Solignac : le directeur lingerie
- David Bostelli : le directeur de cosmétiques
- Émilie Vidal Subias : Catherine
- Tassadit Mandi : la mère de Moncef
- Alexandra Jussiau : l'animatrice radio shabbat
- Elisabeth Duda : l'animatrice de KTO
- Tareek : l'animateur radio Maghreb
- Michel Drucker : lui-même
- Chloé Oliver : Miranda
- Clarisse Lhoni-Botte : la réceptionniste
- Jean-Pascal Zadi : Pink Kalash
- Cédric Boileau : le chanteur bobo
- Yan Brian : le prêtre vieux
- Romain Valembois : le jeune prêtre inquiétant
- Swan L'Haoua : le voisin déguisé en Raël

## Production

### Genèse et développement
Fabrice Éboué a eu l'idée de son film en voyant le clip du groupe Les Prêtres, au sein duquel un membre avait abandonné sa vocation de religieux en raison du succès musical rencontré :

« Alors que je recherchais une idée pour mon nouveau projet, je suis tombé par hasard sur YouTube sur un clip des Prêtres Chanteurs qui avait cartonné à l'époque : il s'agissait de trois prêtres qui, en reprenant des classiques de la chanson française, avaient vendu plus d'un million d'albums et connu une tournée triomphale. Ce qui m'avait frappé, c'est que l'un de ces trois prêtres, qui était juste séminariste, avait renoncé à sa vie d'homme d'église à l'issue de la tournée. Je me suis demandé ce qui avait pu se produire en lui au cours de cette tournée pour qu'il réalise qu'il n'y avait pas que Jésus dans la vie ! Je suis donc parti de ce principe, et puis j'ai décidé d'élargir le film aux autres religions. »

— Fabrice Éboué

### Tournage
Certaines scènes ont été tournées dans un supermarché à Clichy dans les Hauts-de-Seine, ainsi que dans le parc d'attractions de La Mer de sable dans la forêt d'Ermenonville dans l'Oise.
Franck de Lapersonne, que Fabrice Eboué avait déjà dirigé dans Case départ (2011) et Le Crocodile du Botswanga (2014), devait à l'origine tenir un rôle dans le film. L'acteur ayant annoncé son soutien à Marine Le Pen pour la présidentielle 2017, le réalisateur a décidé de retourner avec un autre comédien la scène où il apparaissait.

## Musique
Les trois acteurs se sont entraînés pour chanter eux-mêmes les chansons du film, mais Ramzy Bedia et Guillaume de Tonquédec ont été en partie secondés pour la voix chantée de leurs personnages respectifs (respectivement par Haykel Skouri et Cyril Romoli).
Chansons utilisés dans le film : 
- Coexister : Coexister
- Guillaume Roussel : Opening
- Myra : J'aime les glaces
- Cédric Boileau : Les Rails
- Jean-Pascal Zadi :  Auto-radio
- Coexister : Tous unis
- Coexister : Savoir aimer